# Falu BS Support
Falu BS Support är ett oberoende hemvist för supportrar till Falu BS Bandy men ingen supporterklubb. Den officiella supporterklubben Blågula masar (f.d. Bandymasarna) upphörde 28 maj 2008. F.n. saknas Falu BS Bandy supporterklubb.